# 原知宏
原 知宏（はら ともひろ、本名同じ、1979年1月20日 - ）は、元俳優・元タレントで元ジャニーズJr.である。千葉県沼南町（現・柏市）出身。堀越高等学校芸能コース卒業。血液型A型。

## 来歴
- V6の森田剛とは生年月日が1ヶ月違いの同い年、同級生であり、血液型も同じで、同じ年にジャニーズ事務所に入所している。さらに森田は春日部駅で原は柏駅と、ともに東武野田線沿線在住だったため、Jr当時はよく遊んでいたらしい。
- 1993年5月、ジャニーズ事務所に入所。（当時14歳の中学3年生だった）同期はV6の三宅健。
- 1994年4月、堀越高等学校の芸能コースに入学。（ジャニーズJr.では最初に芸能コースに入る）　中山エミリ、市川海老蔵 (11代目)、浜崎あゆみ（中退）などがクラスメイトである。
- 1995年7月15日から同年9月16日に放送された、KinKi Kidsの堂本剛・ともさかりえの主演ドラマ『金田一少年の事件簿』第1シリーズ（日本テレビ系）で初代の佐木竜太役を演じた。
- 1996年7月13日から同年9月14日に放送されたKinKi Kidsの堂本剛・ともさかりえの主演ドラマ『金田一少年の事件簿』第2シリーズ（日本テレビ系）でも佐木竜太役を演じた。
- 1997年3月、堀越高等学校の芸能コースを卒業。
- 1999年、初代ミュージカルアカデミーのメンバーで現・嵐の大野智、元・MAの秋山純、元・MA町田慎吾、元・劇団四季所属の良知真次などと少年隊が毎年夏に公演しているミュージカル（PLAYZONE）やTHE夜もヒッパレ（日本テレビ系）にレギュラー出演する。
- 2001年2月、親友であり元Musical Academy (MA) の小原裕貴の引退を機に翌年ジャニーズ事務所を卒業（円満退社）。MAの加入に小原を誘ったのは原であり当初MAのリーダーだった。
- 2002年12月、三原綱木のプロデュースにより「Sunny After Rain　〜雨のち晴れ〜 」で徳間ジャパンコミュニケーションズよりメジャーデビューする。
- 2003年11月22日、実母が膵臓癌にて永眠。
- 2005年5月25日にリリースされたボーイズラブドラマCD「幻想少年譚 月彦」では声優として出演している。雨宮コクト役（役名が原作者と同じ名前）である。
- 2006年5月13日より大坂俊介の後任としてDIAMOND☆DOGSに加入。
- 2010年5月30日、持病の椎間板ヘルニアの悪化を理由にDIAMOND☆DOGSを脱退。
- 2011年6月、株式会社ネルケプランニング（舞台制作会社）に入社し、芸能界を引退。
- 2011年、演劇バトルロイヤル!!ガンまげで共演した福井未菜と結婚入籍。
- 2013年、第一子となる長女が誕生。

## Jr.時代の参加ユニット
- J-Eleven
- ジャニーズSr.
- ハラハラコンビ
- プリッツジュニア
- Kinki Jr.
- KYOTO大原村
- Hi! See Me IN KYOTO
- T.O.P-J
- 少年新撰組
- Vsix（V6初期メンバー）
- Musical Academy(MA)

## 人物

### プロフィール
- 身長180cm
- 体重65kg
- サイズB93cm W82cm H100cm S26.5cm

### 趣味
- 読書・料理・映画鑑賞・掃除

### 特技
- ダンス・球技・殺陣・ダーツ

### 性格・特徴
- 大地真央とは親戚（遠縁）である。
- 礼儀に厳しく人脈も広いことから当時はメリー副社長のお気に入りだった。
- ダンサーではなく役者であると公言している。
- 舞台を中心に息の長い役者でありたいと公言している。
- 昔から舞台好きでアイドル路線を敬遠していた。
- ジャズ系ダンスの美しさがある。
- よく寒いオヤジギャグを言う。
- 野球は巨人ファンというより原辰徳ファンである。
- サッカーは柏レイソルのファンである。
- パソコンを所有しておらずネットもしない超アナログ派。（携帯はメールだけ）
- 現在でもジャニーズのタレントと交流があり度々目撃されている。

## 出演

### テレビ番組
- アイドルオンステージ（1993年 - 1997年、NHK BS2）
- 愛LOVEジュニア（1996年 - 1998年、テレビ東京系）
- ミュージック・ジャンプ（1997年 - 2000年、NHK BS2）
- 8時だJ（1998年 - 1999年、テレビ朝日系）
- SHOW-NEN J（1998年、テレビ朝日）
- THE夜もヒッパレ（1999年、日本テレビ系）
- 少年隊夢（2000年、フジテレビ系）

### 映画
- 金田一少年の事件簿 上海魚人伝説（1997年） - 佐木竜太役
- 呪戒（2004年） - 雨宮裕司役

### テレビドラマ
- 先生はワガママ（1994年、朝日放送）
- 金田一少年の事件簿第1シリーズ（1995年、日本テレビ系） - 佐木竜太役
- 金田一少年の事件簿第2シリーズ（1996年、日本テレビ系）
- 新・法医学教室の事件ファイル（1996年、テレビ朝日系）
- 京都殺人まんだら（1996年、関西テレビ）※初主演
- 寿司くいねェ!（1994年、フジテレビ系）
- 冬の螢（1997年、NHK）
- 万引きウォッチャー2（2002年、テレビ朝日系）

### 舞台
- 魔女の宅急便（1996年） - トンボ役
- 迷宮伝説〜雨月の愛〜（1998年） - 平吉役[1]
- サウンド・オブ・ミュージック（2000年8月2日 - 29日、梅田コマ劇場）[2] - ロルフ役
- 夢番地一丁目（2000年） - 豪琢也役
- 急がば廻れpart.4 クリスマス物語（2001年） - 朝野夕陽役
- アナザーワールド（2002年）
- Zipper（2003年）
- CLUB SEVEN（2003年）
- シンドバットの大冒険2003（2003年） - シンドバット役
- タバタバ（2003年）
- リア王の悲劇（2004年） - エドガ役
- CLUB SEVEN 2nd stage（2004年）
- 魔界の森（2005年）
- 丹下左膳（2005年） - 丹下左膳役
- CLUB SEVEN 3rd stage（2005年）
- BIRDS（2005年）

- 以降、舞台を中心に活躍中（年間約10本以上の舞台に出演）